# Liste des albums musicaux numéro un au Billboard 200 en 1989

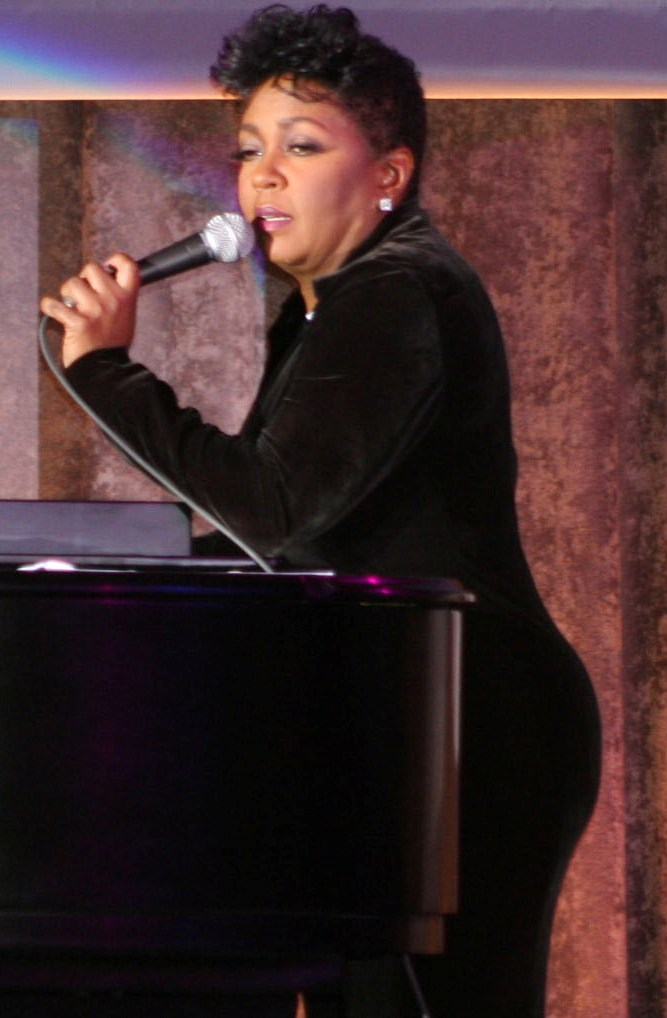
Anita Baker

Cette page liste les albums musicaux ayant eu le plus de succès au cours de l'année 1989 aux États-Unis d'après le magazine Billboard.

## Historique
| Date         | Artiste(s)             | Titre                              | Référence |
| ------------ | ---------------------- | ---------------------------------- | --------- |
| 7 janvier    | Anita Baker            | Giving You the Best That I Got     |           |
| 14 janvier   | Anita Baker            | Giving You the Best That I Got     |           |
| 21 janvier   | Bobby Brown            | Don't Be Cruel                     |           |
| 28 janvier   | Bobby Brown            | Don't Be Cruel                     |           |
| 4 février    | Bobby Brown            | Don't Be Cruel                     |           |
| 11 février   | Guns N' Roses          | Appetite for Destruction           |           |
| 18 février   | Bobby Brown            | Don't Be Cruel                     |           |
| 25 février   | Bobby Brown            | Don't Be Cruel                     |           |
| 4 mars       | Bobby Brown            | Don't Be Cruel                     |           |
| 11 mars      | Debbie Gibson          | Electric Youth                     |           |
| 18 mars      | Debbie Gibson          | Electric Youth                     |           |
| 25 mars      | Debbie Gibson          | Electric Youth                     |           |
| 1er avril    | Debbie Gibson          | Electric Youth                     |           |
| 8 avril      | Debbie Gibson          | Electric Youth                     |           |
| 15 avril     | Tone Loc               | Lōc-ed After Dark                  |           |
| 22 avril     | Madonna                | Like a Prayer                      |           |
| 29 avril     | Madonna                | Like a Prayer                      |           |
| 6 mai        | Madonna                | Like a Prayer                      |           |
| 13 mai       | Madonna                | Like a Prayer                      |           |
| 20 mai       | Madonna                | Like a Prayer                      |           |
| 27 mai       | Madonna                | Like a Prayer                      |           |
| 3 juin       | Fine Young Cannibals   | The Raw and the Cooked             |           |
| 10 juin      | Fine Young Cannibals   | The Raw and the Cooked             |           |
| 17 juin      | Fine Young Cannibals   | The Raw and the Cooked             |           |
| 24 juin      | Fine Young Cannibals   | The Raw and the Cooked             |           |
| 1er juillet  | Fine Young Cannibals   | The Raw and the Cooked             |           |
| 8 juillet    | Fine Young Cannibals   | The Raw and the Cooked             |           |
| 15 juillet   | Fine Young Cannibals   | The Raw and the Cooked             |           |
| 22 juillet   | Prince/bande originale | Batman                             |           |
| 29 juillet   | Prince/bande originale | Batman                             |           |
| 5 août       | Prince/bande originale | Batman                             |           |
| 12 août      | Prince/bande originale | Batman                             |           |
| 19 août      | Prince/bande originale | Batman                             |           |
| 26 août      | Prince/bande originale | Batman                             |           |
| 2 septembre  | Richard Marx           | Repeat Offender                    |           |
| 9 septembre  | New Kids on the Block  | Hangin' Tough                      |           |
| 16 septembre | New Kids on the Block  | Hangin' Tough                      |           |
| 23 septembre | Milli Vanilli          | Girl You Know It's True            |           |
| 30 septembre | Milli Vanilli          | Girl You Know It's True            |           |
| 7 octobre    | Paula Abdul            | Forever Your Girl                  |           |
| 14 octobre   | Mötley Crüe            | Dr. Feelgood                       |           |
| 21 octobre   | Mötley Crüe            | Dr. Feelgood                       |           |
| 28 octobre   | Janet Jackson          | Janet Jackson's Rhythm Nation 1814 |           |
| 4 novembre   | Janet Jackson          | Janet Jackson's Rhythm Nation 1814 |           |
| 11 novembre  | Janet Jackson          | Janet Jackson's Rhythm Nation 1814 |           |
| 18 novembre  | Janet Jackson          | Janet Jackson's Rhythm Nation 1814 |           |
| 25 novembre  | Milli Vanilli          | Girl You Know It's True            |           |
| 2 décembre   | Milli Vanilli          | Girl You Know It's True            |           |
| 9 décembre   | Milli Vanilli          | Girl You Know It's True            |           |
| 16 décembre  | Billy Joel             | Storm Front                        |           |
| 23 décembre  | Milli Vanilli          | Girl You Know It's True            |           |
| 30 décembre  | Phil Collins           | ...But Seriously                   |           |